# Леонидас Соарес Дамасено
Леони́дас Соа́рес Дамасе́но (порт. Leônidas Soares Damasceno; род. 17 октября 1995, Пелотас, Риу-Гранди-ду-Сул) — бразильский футболист, полузащитник и правый крайний нападающий.

## Карьера игрока

### Клубная
Леонидас — воспитанник академий бразильских клубов «Флуминенсе» и «Гояс». В сезоне 2015/2016 играл в чемпионате Гонконга, первую часть сезона провёл за клуб «Пегасус», за который дебютировал 17 октября 2015 года в матче против клуба «Юн-Лонг». Вторую часть сезона провёл в другом гонконгском клубе «Метро Галлери», за который в национальном чемпионате сыграл 8 матчей и забил 1 гол. В 2017 году за клуб «Вила-Нова» (Нова-Лима) провёл 4 матча в лиге Минейро. В мае 2017 года подписал контракт на 2 года с украинским клубом «Заря» (Луганск).